# Журавлине (Ковельський район)
Журавли́не — село в Україні, в Смідинській об'єднаній сільській громаді Ковельського району Волинської області. Населення становить 540 осіб.

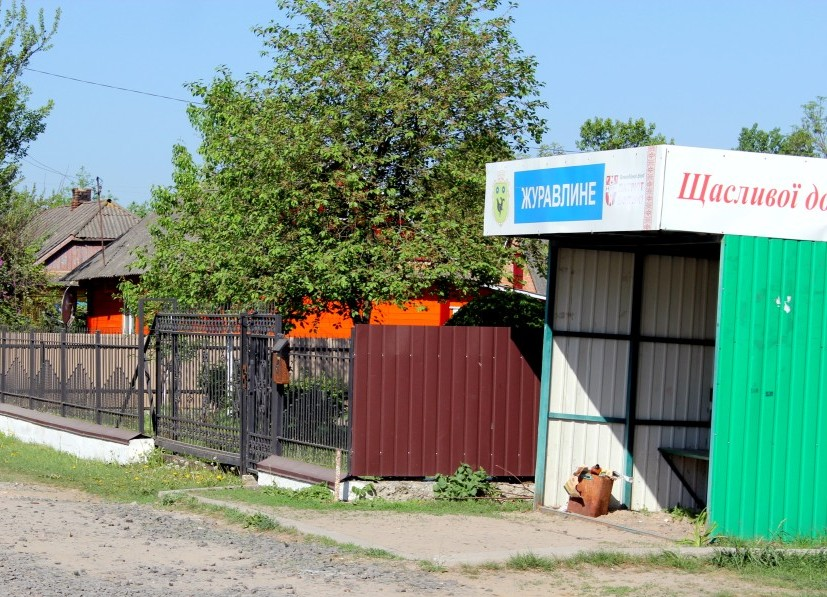
Автобусна зупинка

Колишня назва — Шайно. 7 червня 1946 року Указом Верховної Ради село було перейменовано з Шайна в Журавлине.

## Історія
Кожне село, як і людина, має свої таємниці. Припорошені сивиною давнини, прикриті тяжкими замками вікової історії, вони завжди ваблять до себе, запрошуючи зазирнути у незвідане, що й намагаються зробити найбільш неспокійні серця. І передають найдопитливіші свої свідчення з покоління в покоління — від батьків до дітей. Так і в селі Шайну, нині Журавлиному. Вже кілька століть прагнуть люди зазирнути в історію «Панських могилок», як називають тут давно старовинне кладовище. Старожили розповідають, що вона ведеться від тих часів, коли гетьман Іван Мазепа воював із солдатами Петра І.
Один із церковно-приходських літописців назву села пояснює тим, що поблизу його є три могильні насипи чи кургани, які свідчать про те, що на цьому місці була велика битва росіян із поляками і шведами. За історичними свідченнями, російський імператор Петро I посилає своє військо на допомогу польському королю, своєму союзнику Августу Саксонському, від армії шведський король Карл XII. У цій місцевості відбулася велика битва російських військ зі шведами. Загинуло багато воїнів. Насипали на горі три великих могили, обнесли їх валом. А посередині посадили молоденьку грушу, котра з часом виросла, розкинула своє віття. Так як загін росіян воював під керівництвом боярина Шейна, то і місцевість назвали його іменем. У 1933—1935 роках у пам'ять про полеглих на середній могилі поставили хрест, священик освятив це місце, щоб було усе по-Божому, по- християнському. І так тривалий час село називали Шейном, Шайном. Микола Теодорович пише, що ця історія не є чимось більшим, як плід фантазії літописця. Село Шейно походить від древнього Шайно, яке за історичними даними існувало на два століття раніше від російського полководця Шейна.
Перша писемна згадка про село Шайно (Журавлине) датується першою половиною XVI століття (1538 рік), коли воно належало князю Василю Михайловичу Сангушку-Ковельському.

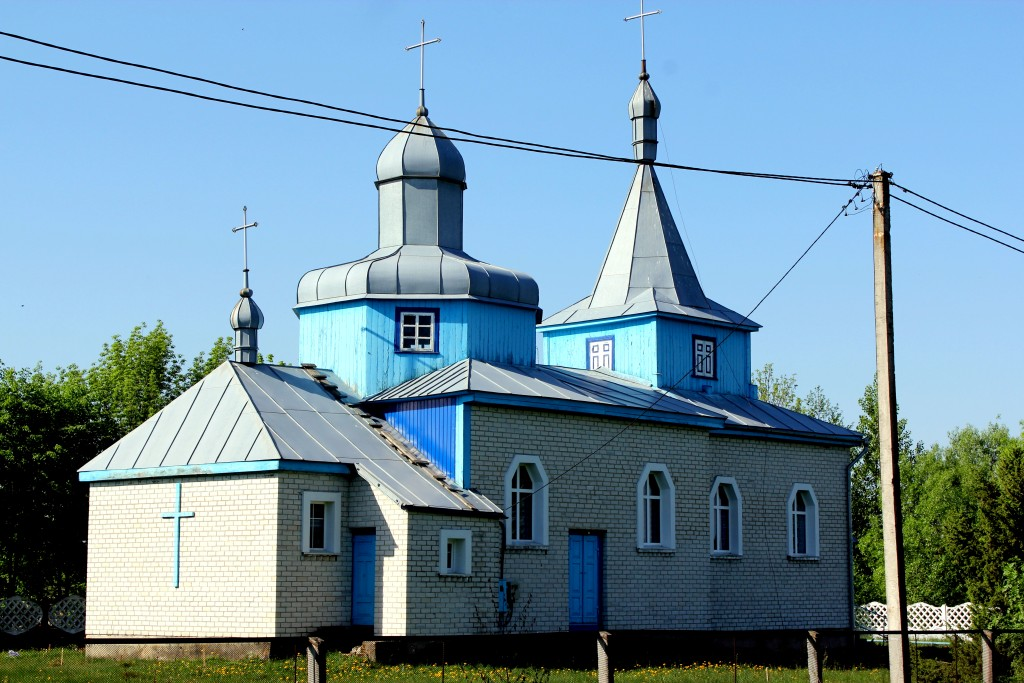
Покровська церква

У 1543 році село разом з іншими поселеннями Ковельського маєтку стало власністю королеви Бони. Перекази про цю королеву довгий час були поширені серед людей старшого віку. В неприступній болотистій місцевості на підвищенні був розташований її замок. До цього часу це урочище називається «Замкова». Коли королева добиралась до нього, карета загрузла в болоті. Ще й дуже голосно кавкали жаби. Королева Бона сердилась і довго наказувала їм замовкнути, але ті не слухали. За непослух жаби були прокляті Боною на «вічне мовчання». Тому і по сьогоднішній день, хоч і пройшла там меліорація, у канавах ніколи не чути квакання жаб.
Після смерті Бони село увійшло в число королівських маєтків. Через рік король подарував Шайно російському князю Андрію Михайловичу Курбському. Після смерті Андрія Курбського (1583 рік) деякий період Шайно було у володінні його дружини Олександри Петрівни Семашківни. З 1583 року село належало до маєтку Визва (також володіння Курбського) і входило до складу Ковельського староства.
В одному з історичних документів сказано, що князь Курбський передав княгині «замок» Ковель з усіма будовами та вогнепальною зброєю, також місто, передмістя з фільварками і млинами Ковельськими, палаци і волость, до того палацу прилеглі: палац Гридковичі, палац Шайно, палац Хотешово та інші.
18 травня 1585 року слуги, бояри і селяни покійного князя Курбського скаржилися уряду Володимирському про образи, спричинені їм княгинею, про те, що Курбська «в Шайно віддала фільварок якомусь Сокольницькому, людині, яка не мала ніяких заслуг перед домом Курбських».
У 1590 році Ковельський маєток, а також село Шайно були відібрані в Олександри Петрівни і передані Андрію Фірлею із Домбровиці, каштеляну радомському, який був зобов'язаний сплачувати податок на користь королівської казни з 55 полупанів 742 гроша, з одного ремісника по 4 гроша (Теодорович, твори, ст.. 178—181).
У 1832 році село належало поміщиці Ржевуцькій. Після падіння кріпосного права селяни мали невеликі наділи землі по 2-3 га. Основна ж маса земель належала церкві і поміщикові, який жив у селі Кругель. У 1872 році частина села була продана священиком Дашкевичем дяку Тарановському.
Відомий історик і дослідник О. М. Цинкаловський у своїй книжці-довіднику «Стара Волинь і волинське Полісся» писав: «Я вивчав все, що можна було знайти на землі волинян, і про них. У 19 столітті в селі Шейно було 164 двори, 1064 жителі, початкова школа, дерев'яна церква і два вітряки».

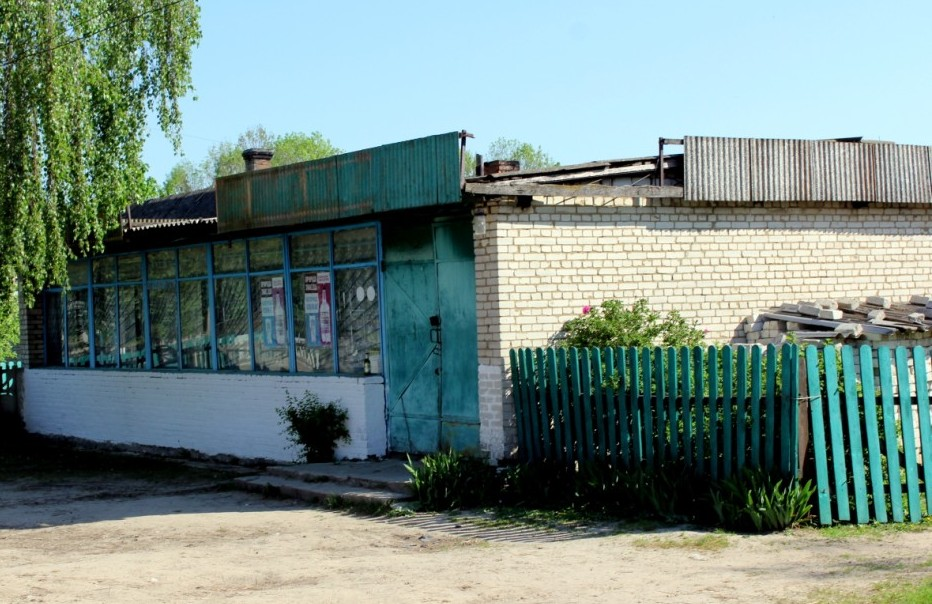
Сільський магазин

Церква в ім'я Покрови Пресвятої Богородиці в селі збудована невідомо ким і коли. Вона була дерев'яна, на кам'яному фундаменті, із дзвіницею. В 1877 році її заново перебудували. За словами приходського літописця, священиками у церкві були Кирило Точинський, Іоан Концевич, Яків Абрамович, Євстафій Коссаковський, Никанор Любачевський.
Церковно-приходська школа існувала тут з 7 жовтня 1885 року. Навчання в школі тоді було обов'язковим. У 1903—1907 роках у школі навчалося близько 60 учнів. Навчальний рік розпочинався 1 жовтня і закінчувався перед Вербницею. Для учнів 4 класу, які вже закінчували школу, навчання продовжувалося ще на місяць, після чого спеціальна комісія екзаменувала їх і випускала зі школи. Лазарук Яким Іванович згадував прізвища вчителів школи: Лобачевського Милітона, Філюка Михайла. За часів панської Польщі в селі була побудована нова чотирьохкласна школа, у якій вчителювали: настоятель храму Досінчук, поляк Осінський зі своєю дружиною, поляк Куклінський.
Внаслідок триразового поділу Польщі Волинь, як і ряд інших земель, увійшла до складу Російської держави. Тому багато селян села Шайно служили в царській армії, на Балтійському флоті, воювали в І Світовій та Громадянській війні. Одним із провідних полководців був виходець із Шайна Охримук Василь, який все своє післявоєнне життя прожив у м. Харкові.

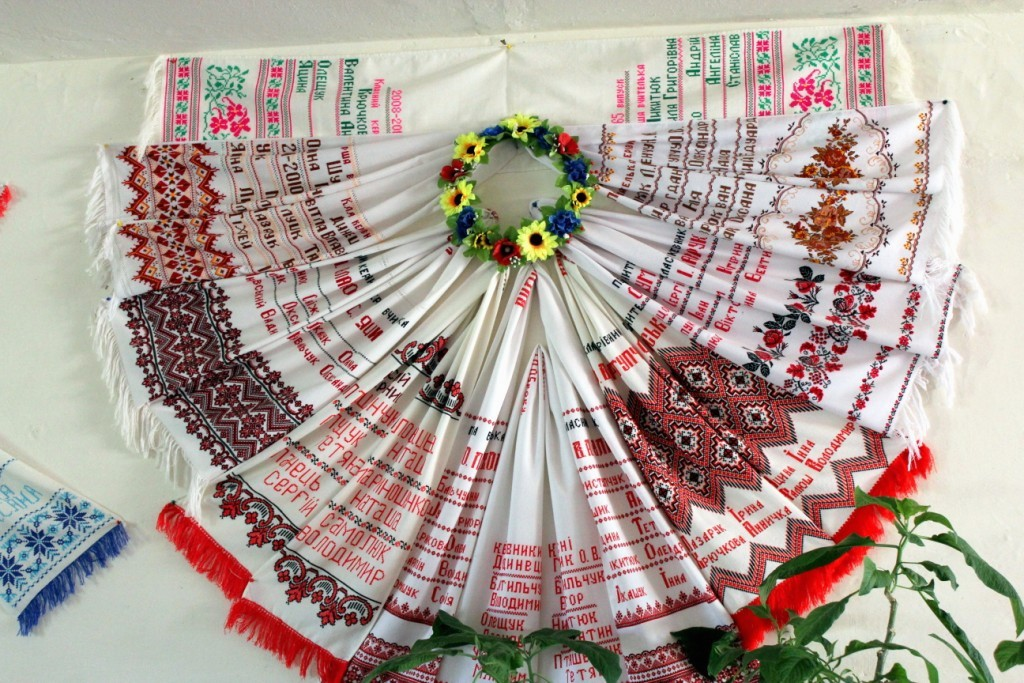
Вишиті рушники

Після 1921 року Волинь, і в тому числі с. Шайно, була окупована Польщею.
За статистичними даними 1939 року в селі було 1094 жителі, 242 селянських і 6 куркульських господарств. Половина господарств була безкінною. Одна початкова школа на 30 дітей, церква. У Свято — Покровській церкві служба в ті часи здійснювалася українською мовою. В 1932 році у Волинському воєводстві розгортається рух, який охопив і Шайно. Рухом цим керувала КПЗУ. В селі з'являлися комуністичні листівки, вивішувалися прапори. Членами КПЗУ були з 1924 року Шум Каністрат Іванович, в 1932 року — Лавринюк Євлампій Гаврилович, Яцина Михайло Ійович, Підбільський Трохим Євдокимович, а 1936 року — Тишик Григорій Якович.
Але, на противагу комуністам, у селі були патріоти своєї землі, свого народу, які об'єднувались і боролися за національну ідею, за волю України. Членами ОУН в 30-ті роки були Яцина Микола, Шум Федір і  Шум Олексій.
У 1939 році відбулося возз'єднання Західної України з УРСР. У 1940 році були розділені між бідняками церковні і куркульські землі. У цьому ж році було організовано колгосп ім. Димитрова, який проіснував недовго.
24 червня 1941 року село було окуповане німцями, які відразу спалили 26 дворів с. Шайно. У червні 1943 року за вбивство німецького солдата спалено 302 двори. Решта села була спалена в 1944 році при проходженні через село лінії фронту. За роки війни від рук загарбників загинула 21 людина, бандерівцями вбито 37.
Довго радянські війська не могли прорвати оборону міста Ковеля. Лінія фронту проходила біля села з березня по липень 1944 року якраз через вище згадані «Панські могилки». Загиблі лежали на полях, як снопи, кров звідти стікала рікою до села. Ще й сьогодні тут можна знайти «подарунки війни» — міни та снаряди.
Про те, як була прорвана оборона, описується в книзі Володимира Жарка «Особливо небезпечний для рейху». Командування фронтом направило сюди 41 штурмовий батальйон під командуванням вірменина Мірзояна Арама Шаміровича з завданням негайно визволити село. Перша атака позицій противника була невдалою. Щоб уникнути втрат, Арам Шамірович вирішив діяти по-іншому. Пізно ввечері 4 липня розвідники батальйону безшумно зняли вартових на німецьких позиціях, зайняли доти, з яких, як і німці, давали кулеметні черги (щоб загарбники, які знаходилися в селі, нічого не запідозрили). Червона і зелена ракети сповістили воїнам батальйону про початок атаки. Все пройшло миттєво. З місць ночівлі нацисти вискакували в спідній білизні, бігли в болото, що було в центрі села, піднімали руки і кричали: «Капут». 5 липня 1944 р. стало днем вигнання німців з села. Також 5—6 липня було визволено м. Ковель. У 1982—1986 роках Арам Мірзоян тричі приїжджав у с. Журавлине, бо воно було йому дуже дороге. У сімдесятих роках гостями учнів школи були учасники визволення району: казах Мусаєв Єргалі Мусаєвич зі своїми бойовими товаришами.

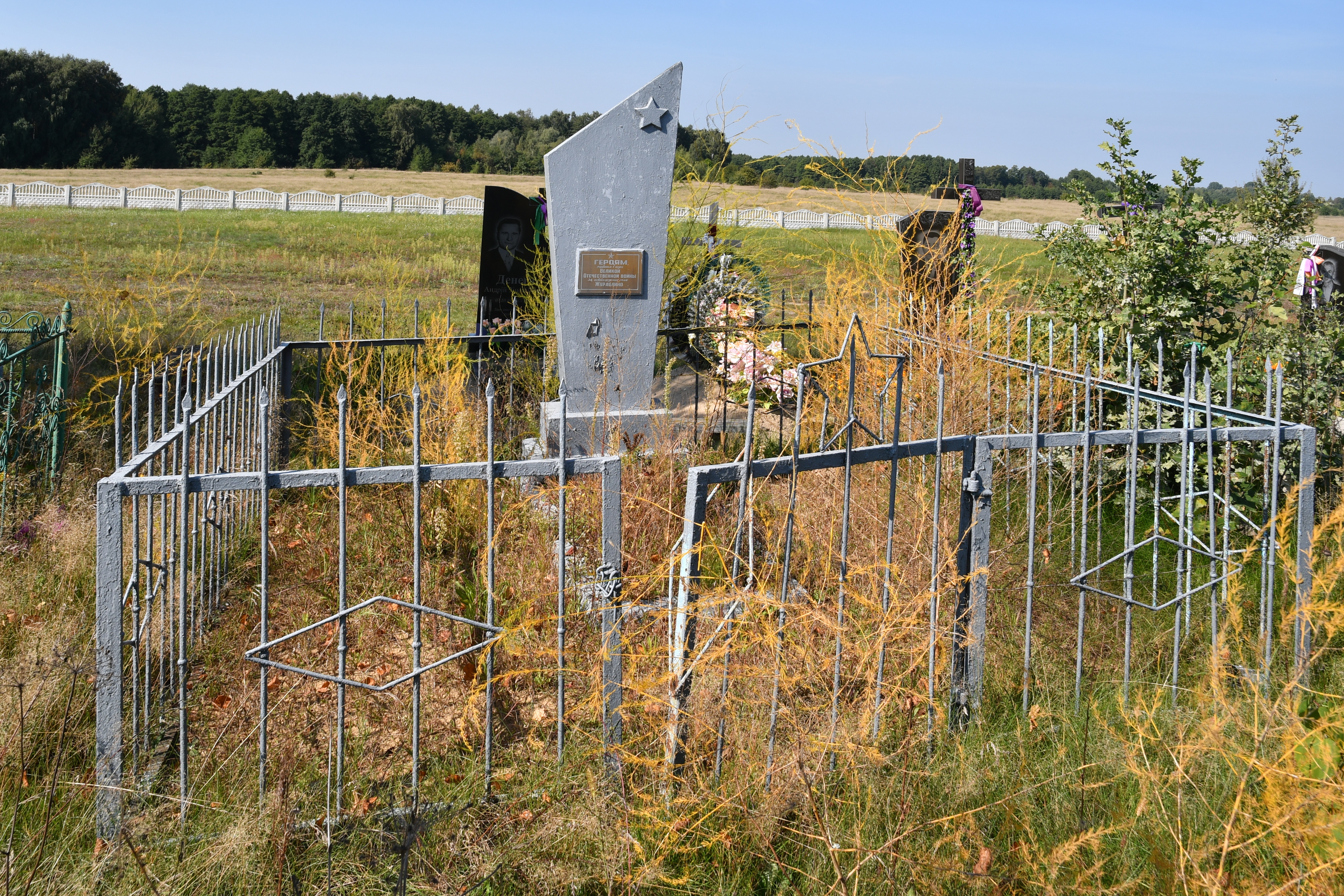
Могила братська радянських воїнів

Під час боїв за визволення села загинуло немало воїнів, які були поховані у братській могилі села, а пізніше їх останки  перевезені у братську могилу селища Луків (Журавлине до 1959 року належало до Луківського району). А в 1968 році при будівництві нової хати житель с. Журавлине Лукашук Іван розкопав могилу з рештками невідомих радянських солдатів, які урочисто було перепоховані на сільському кладовищі.

### Кінець ХХ століття
У роки війни приміщення школи згоріло. Після визволення села навчання дітей проводив Шум Федір Маркіянович, який закінчив Ковельську гімназію. Навчання проводилося в хаті, яка ледве уціліла. У 1946 році навчання проводилось у хатах Томашука Петра Сидоровича, Ланця Степана Родіоновича, Яцини Степана Тимофійовича.
Будівництво нової школи почалося в 1947 році, коли директором був Патій Володимир Микитович. Матеріал для будівництва був привезений з с. Кукуріки. Відразу було побудовано дві класні кімнати (від центральної вулиці села), а згодом решта дерев'яного приміщення. Цегляна частина школи була добудована в 1964 році при директору Мірошнику Івану Савичу (родом з Сумщини). З 1949 року і до виходу на пенсію в школі працювала Лазарук Марія Миколаївна (родом з Сумщини). До 1961 року школа була семирічною, згодом — восьмирічною
За бойові подвиги в роки Другої світової війни орденами і медалями нагороджено 38 громадян села:
- медаллю «За перемогу над Німеччиною у Великій Вітчизняній війні 1941—1945 рр.» — 30;
- медаллю «За відвагу» — 3;
- медаллю «За бойові заслуги» — 2;
- медаллю «За перемогу над Японією» — 2;
- медаллю «За взяття Берліна» — 1.

Серед нагороджених Карпук К. В., Оліщук І. А., Томашук М. Д., Денега А., Ланець С. Р., Лукашук С. І., Лазарук М. П. та інші.
У рік святкування 37 річниці Перемоги в селі було відкрито обеліск Слави.

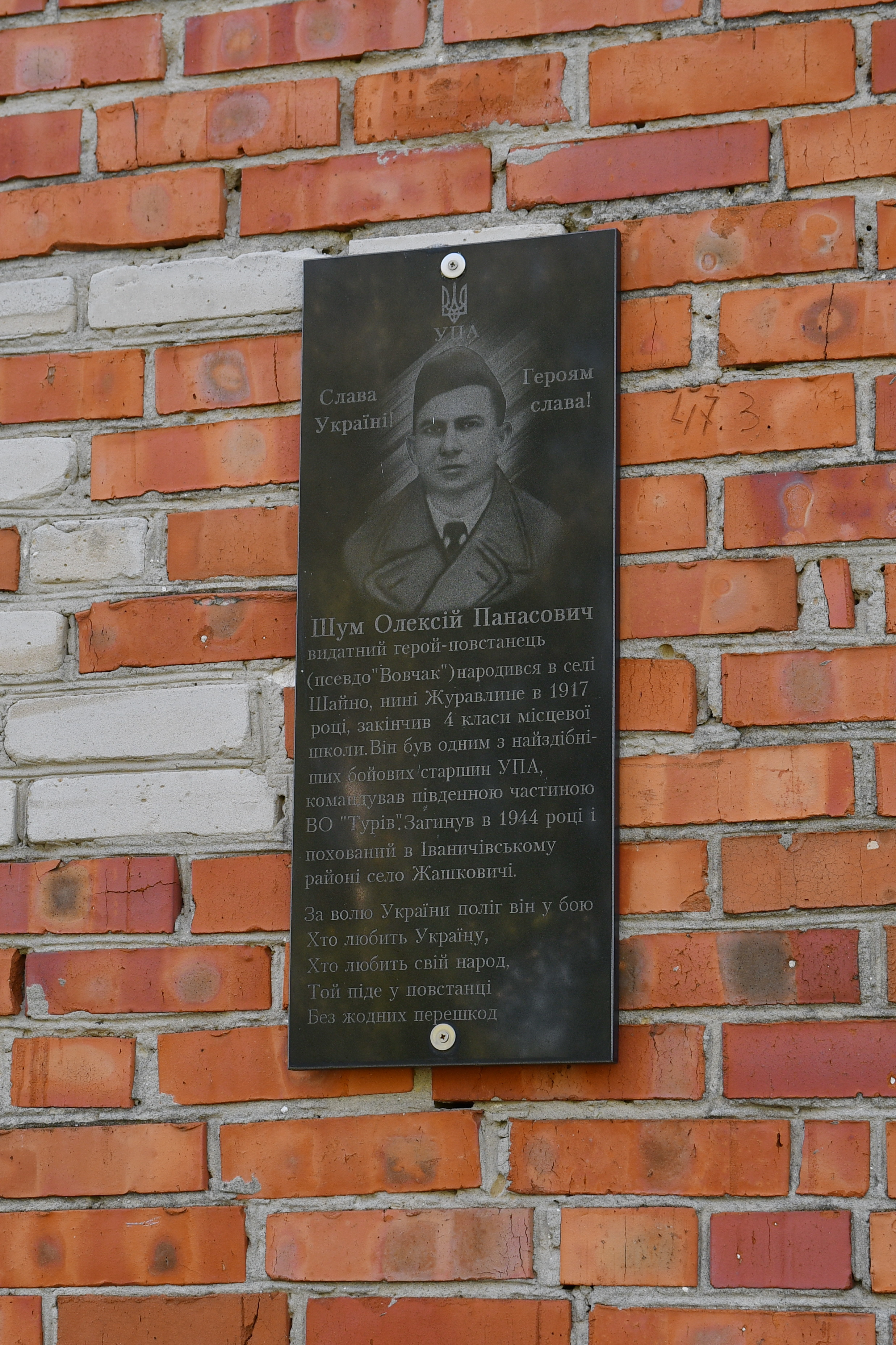
Пам'ятна дошка присвячена О. Шуму

У селі Шайно в 1943 році діяли і здійснювали військові операції воїни УПА. Особливо потрібно відзначити участь Шума Олексія, він же «Олекса», псевдонім «Вовчак». Юнаком вступив до ОУН, проводив ще за Польщі серед молоді Ковельщини підпільну організаційну роботу. Пройшов військовий вишкіл при Ковельському окружному проводі. За дорученням ОУН на початку березня 1943 р. організував перехід до лав УПА всієї української поліції Ковеля. Під керівництвом Олекси Шума було звільнено всіх в'язнів німецької тюрми, а також невільників з табору полонених.
Однією з найвдаліших була військова операція, коли після кропіткої розвідки 15 травня 1943 року спецзагін УПА «Помста Полісся» під особистим командуванням Олексія Шума зробив засідку на шляху Ковель — Брест, неподалік села Кортеліси. У результаті вдалої засідки та коротенького, але запеклого бою було ліквідовано шефа німецьких штурмовиків генерала Лютце з його штабом. «Вовчак» був здібним бойовим старшиною, командував серйозними військовими операціями УПА проти німців. Під час однієї з таких акцій хоробрий командир загинув. Сталося це 20 березня 1944 року на хуторі Луковичі Іваничівського району. Смерть Шума Олекси стала великою втратою для повстанського руху Волині, бо він належав до найвидатніших бойових старшин УПА. Бойові побратими поховали свого командира на кладовищі с. Жашковичі Іваничівського району. У 2004 році в березні на могилі героя України зібралися патріоти з усієї Волині, щоб вшанувати світлу пам'ять великого борця за волю рідної землі.
У селі Шайно таких вояків було багато, яких знали на всю округу. Це Яцина Василь і Яцина Андрій, Лазарук Василь і Лазарук Михайло, Шум Микола (брат Олекси), Самолюк Степан і Самолюк Євгенія, Самолюк Андрій, Лавринюк Михайло, Роюк Роман, Яцина Михайло і Яцина Трохим, Хом'як Йосип, Лавринюк Яків, Солодуха Омелян, Судима Самійло, Шум Федір, Підбільський Михайло та інші. Після закінчення війни ті, хто залишився в живих, були замучені, закатовані, відправлені на 25-річне ув'язнення за національну ідею, за українську душу, за те, що були патріотами своєї землі, свого народу.

### Розбудова у сучасне село

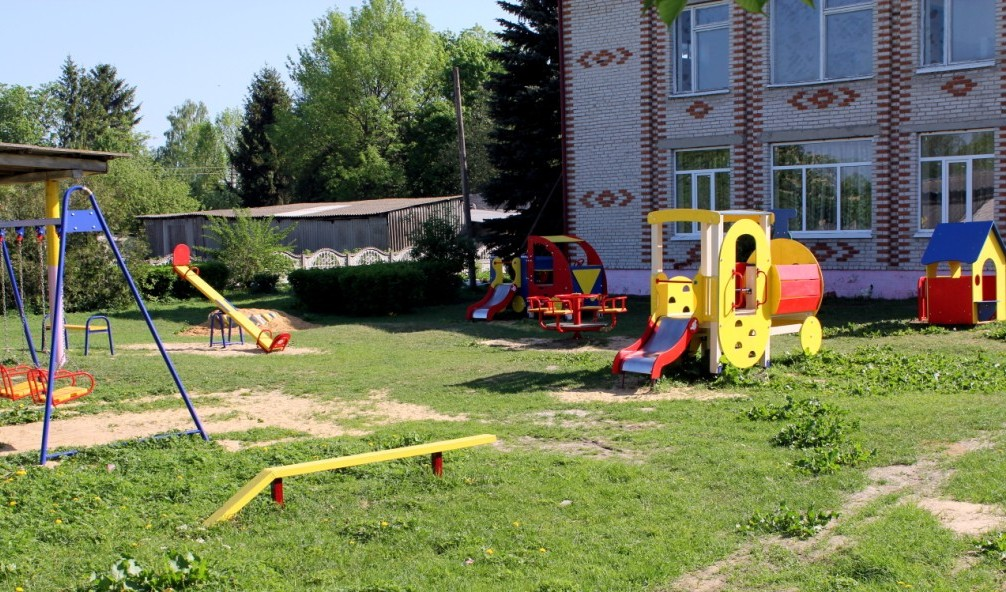
Дитячий майданчик

5 грудня 1974 року в селі було відкрито новий Будинок культури, а в 1988 році — дитячий садок.

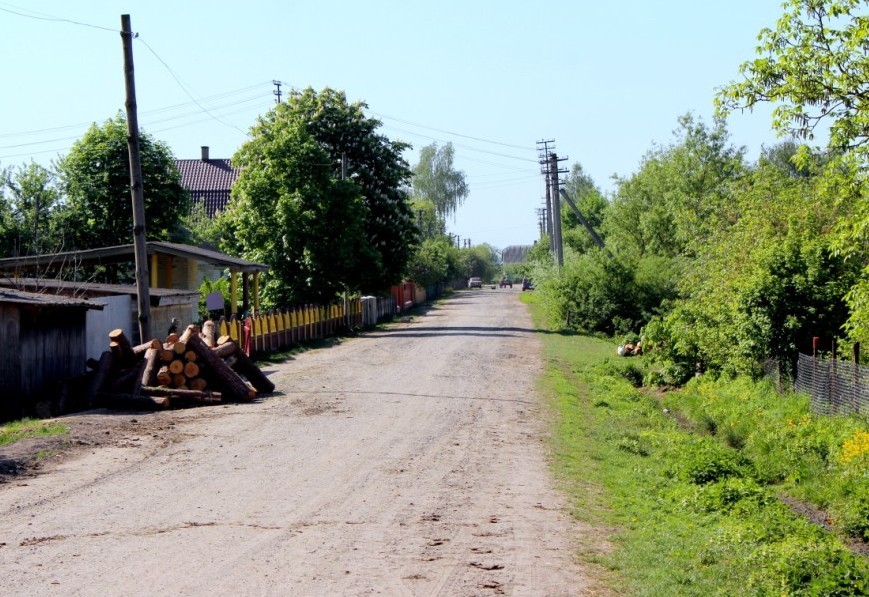
Сільська дорога

У 1994 році побудована двоповерхова простора школа. Будівництво школи розпочалося в 1992 році, а 10 листопада 1994 року вчительський та учнівський колективи святкували новосілля. За роки існування школи з 1947 року і по даний час зі школи вийшло 1360 випускників. Серед них визнані інженери: Лукашук Григорій Григорович — лауреат Державної премії в Києві, Хом'як Григорій — інженер космічного конструкторського бюро в Москві, Лазарук Євген — у Львові, Ничипорук Євген — у Дніпропетровську. Багато теперішніх випускників стали працівниками банків, економістами, юристами, лікарями та вчителями.
У 1995 р.  с. Журавлине вдруге була відбудована Свято-Покровська церква. Першим настоятелем був священик Володимир Береш. У 2009 р. відкрито Будинок молитви релігійної громади ХВЄ.
На базі сільськогосподарського підприємства «Перемога» у 2000 році утворено ТзОВ «Журавлине». Його співзасновниками були Лазарук Ю. Є., Самолюк А. А., Батильчук М. М., Яцина Р. К., Приступчук О. В., Шух Н. Є.. Директором його став Лазарук Ю. Є. У серпні 2009 року ТзОВ «Журавлине» припинило господарську діяльність і було ліквідоване.
На даний час в селі нараховується 130 дворів, проживає 540 жителів.
До 22 грудня 2019 року — адміністративний центр Журавлинської сільської ради Старовижівського району Волинської області.

## Населення
Згідно з переписом УРСР 1989 року чисельність наявного населення села становила 537 осіб, з яких 239 чоловіків та 298 жінок.
За переписом населення України 2001 року в селі мешкало 496 осіб.

### Мова
Розподіл населення за рідною мовою за даними перепису 2001 року:
| Мова       | Відсоток |
| ---------- | -------- |
| Українська | 99,81 %  |
| Білоруська | 0,19 %   |

## Відомі люди
- Шум Олекса (псевдо «Вовчак») — (* 1919 — † 1944), воєначальник УПА, шеф штабу ВО-3 «Турів», керівник військової операції з ліквідації генерала Вермахту Віктора Лютце.